# 嶽釜徹
嶽釜 徹（たけかま とおる、1938年（昭和13年）3月11日 - ）は、日本の社会運動家である。

## 経歴・人物
鹿児島県の生まれ。1956年（昭和31年）に18歳で日本政府が募集した外務省の宣伝文句である「カリブの楽園」を掲げていたドミニカ共和国への移民を応募したことにより、18歳で父や母らの自身の家族と共に同地のハイチとの国境付近の都市であるダハボンに移住する。その後は自動車修理工場を経営する等順風満帆な生活を送り、後に父の後継者としてドミニカ日系人協会の会長を務めた。
しかし2000年（平成12年）過酷な生活を送った移住者が続出した問題が発生した。移住者のうち177人が嶽釜を中心に原告団を結成し、その問題について日本政府に対して国家賠償を求める訴訟を支援する目的で事務局長を務める。その問題を解決するために私費を投じ、移住者への給付の実行に尽力した。この業績により2008年（平成20年）には吉川英治文化賞を受賞した。